# Plestiodon reynoldsi
Plestiodon reynoldsi är en ödleart som beskrevs av  Leonhard Hess Stejneger 1910. Plestiodon reynoldsi ingår i släktet Plestiodon och familjen skinkar. Inga underarter finns listade i Catalogue of Life.
Arten förekommer i centrala Florida i ett kulligt område med flera insjöar. Regionen kännetecknas av sandig mark och ett mer eller mindre tätt täcke av buskar. Vid några ställen finns en ganska tät låg växtlighet under buskarna. Individerna gräver ofta i lövskiktet eller i det översta jordlagret till ett djup av 8 cm. De gömmer sig gärna under träbitar som ligger på marken eller under annan bråte. Även äggen göms där eller direkt i sanden.
Beståndet hotas av landskapsförändringar när jordbruksmark samt citronodlingar etableras eller när fosfatrik jord brukas. Flera exemplar dör vid bränder. IUCN kategoriserar arten globalt som sårbar.